# Рето Бюше
Рето Бюше (фр. Reto Bucher; нар. 30 вересня 1982, Мюлау, кантон Ааргау) — швейцарський борець греко-римського стилю, срібний призер чемпіонату Європи, учасник Олімпійських ігор.

## Життєпис
Боротьбою почав займатися з 1989 року.
Виступав за борцівський клуб «Freiamt» Арістау. З 1997 по 2003 рік тренувався у Леонца Кюнга. З 2003 року тренером Рето Бюше став запорізький борець, майстер спорту міжнародного класу Андрій Мальцев.

## Спортивні результати на міжнародних змаганнях

### Виступи на Олімпіадах
| Змагання                    | Збірна    | Вагова категорія                 | Місце |
| --------------------------- | --------- | -------------------------------- | ----- |
| Літні Олімпійські ігри 2004 | Швейцарія | греко-римська боротьба, до 74 кг | 4     |

На літніх Олімпійських іграх 2004 року в Афінах виграв три поєдинки, дійшовши до півфіналу, де поступився фінському борцеві Марко Юлі-Ханнукселі. У сутичці за бронзову нагороду програв російському борцеві вірменського походження Вартересу Самургашеву.

### Виступи на Чемпіонатах світу
| Змагання                        | Збірна    | Вагова категорія                 | Місце |
| ------------------------------- | --------- | -------------------------------- | ----- |
| Чемпіонат світу з боротьби 2003 | Швейцарія | греко-римська боротьба, до 74 кг | 15    |
| Чемпіонат світу з боротьби 2005 | Швейцарія | греко-римська боротьба, до 74 кг | 5     |
| Чемпіонат світу з боротьби 2006 | Швейцарія | греко-римська боротьба, до 74 кг | 11    |
| Чемпіонат світу з боротьби 2007 | Швейцарія | греко-римська боротьба, до 74 кг | 32    |

### Виступи на Чемпіонатах Європи
| Змагання                         | Збірна    | Вагова категорія                 | Місце  |
| -------------------------------- | --------- | -------------------------------- | ------ |
| Чемпіонат Європи з боротьби 2003 | Швейцарія | греко-римська боротьба, до 74 кг | 21     |
| Чемпіонат Європи з боротьби 2004 | Швейцарія | греко-римська боротьба, до 74 кг | 9      |
| Чемпіонат Європи з боротьби 2005 | Швейцарія | греко-римська боротьба, до 74 кг | 23     |
| Чемпіонат Європи з боротьби 2006 | Швейцарія | греко-римська боротьба, до 74 кг | 7      |
| Чемпіонат Європи з боротьби 2007 | Швейцарія | греко-римська боротьба, до 74 кг | Срібло |

### Виступи на інших змаганнях
| Змагання                                                         | Збірна    | Вагова категорія                 | Місце  |
| ---------------------------------------------------------------- | --------- | -------------------------------- | ------ |
| Олімпійський кваліфікаційний турнір з боротьби 2004 (Новий Сад)  | Швейцарія | греко-римська боротьба, до 74 кг | 11     |
| Олімпійський кваліфікаційний турнір з боротьби 2004 (Ташкент)    | Швейцарія | греко-римська боротьба, до 74 кг | Бронза |
| Олімпійський кваліфікаційний турнір з боротьби 2008 (Роме-Остія) | Швейцарія | греко-римська боротьба, до 74 кг | 17     |
| Олімпійський кваліфікаційний турнір з боротьби 2008 (Новий Сад)  | Швейцарія | греко-римська боротьба, до 74 кг | 11     |

### Виступи на змаганнях молодших вікових груп
| Змагання                                       | Збірна    | Вагова категорія                 | Місце |
| ---------------------------------------------- | --------- | -------------------------------- | ----- |
| Чемпіонат світу з боротьби серед юніорів 2001  | Швейцарія | греко-римська боротьба, до 69 кг | 16    |
| Чемпіонат Європи з боротьби серед юніорів 2002 | Швейцарія | греко-римська боротьба, до 76 кг | 12    |